# Problepsis plagiata
Problepsis plagiata là một loài bướm đêm trong họ Geometridae.